# إدسون دي كاسترو
إدسون دي كاسترو (بالإنجليزية: Edson de Castro)‏ هو عالم حاسوب ومهندس أمريكي، ولد في 1938.